# Steve Jones (fotbollsspelare)
Steve Jones, född 25 oktober 1976 i Londonderry, är en före detta nordirländsk fotbollsspelare (anfallare) som sist spelade för Airbus UK Broughton.
Tidigare har han spelat för bland annat Walsall FC, Crewe Alexandra FC och Burnley FC.